# Villino Durante

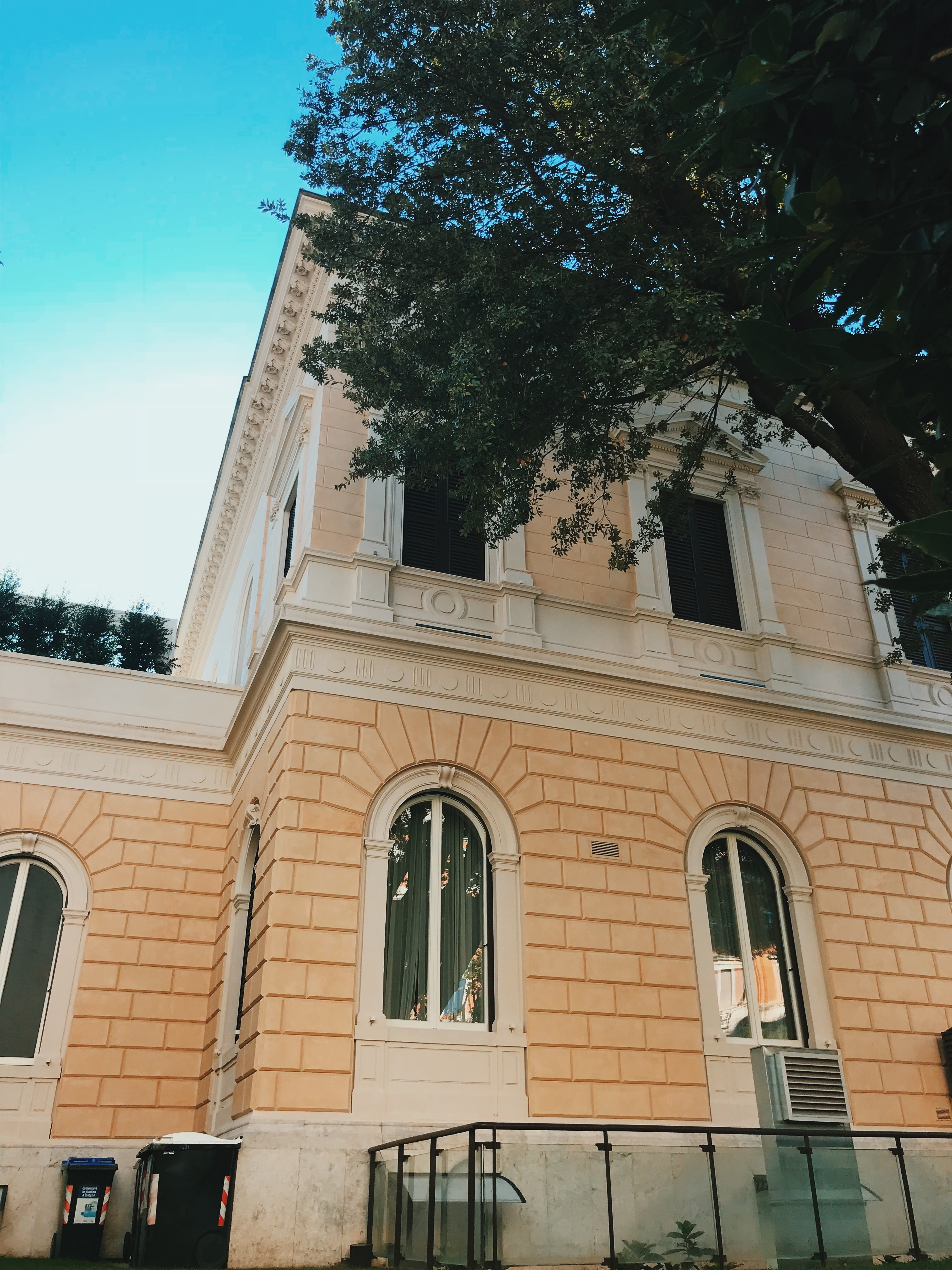

Villino Durante è un edificio rappresentativo dello stile umbertino a Roma, che sorge nel quartiere di Villa Patrizi, progettato e costruito dall'architetto Giulio Podesti, per il cofondatore del Policlinico Umberto I, Francesco Durante.

## La vita a Villa Durante, tra politica e medicina
È sempre stato fortissimo il legame tra uomo di scienza e uomo di potere in Francesco Durante, ed è proprio grazie alle sue qualità scientifiche che entra in contatto con pazienti prestigiosi, quali Vittorio Emanuele II e Umberto I. Nel 1889 Francesco Crispi gli offre la carica di senatore a vita e Durante accetta. Questa data è molto importante per la storia di Villa Durante, poiché, nel Marzo o Aprile del 1889, la Giunta di Roma concede la licenza per costruire un villino che sorgerà proprio sull’estremità di Villa Patrizi, a poche centinaia di metri dal complesso del Policlinico Umberto I. La direzione dei lavori del villino sarà affidata a Giulio Podesti, lo stesso architetto che dirigerà la costruzione del Policlinico. La scelta del luogo, per Durante, non è legata solo alla vicinanza con il suo futuro luogo di attività professionale, ma vi è anche un'ulteriore ragione, ovvero, quella per cui debbano esistere delle vaste zone della capitale, fuori le mura, che ospitino quella classe politica laboriosa che spesso ha i suoi natali non nella pigra Città eterna, ma in Piemonte, in Toscana, in Sicilia. Nel giro di un anno, numerosi politici, magistrati e amministratori vengono a vivere a Roma, e ciò spinge alla costruzione di abitazioni e ville signorili per ospitare questa nuova classe dirigente. Da Letojanni salgono le maestranze impegnate nella costruzione del suo villino, così come il pregiato marmo di Taormina, che viene usato per impreziosire le colonne e la scalinata della sua casa romana.
A Roma, Durante, trova l’amore e si sposa con Amalia Cocchi, nel 1876, che lo abbandonerà nel dicembre 1900 a causa di una malattia. Quei ventiquattro anni nel “Villino a destra di Porta Pia” saranno i più belli e i più intensi per la famiglia Durante. L’unica foto di Amalia Cocchi a Villa Durante è in cima allo scalone al primo piano, nel punto di massima luce della casa.

## L'architettura

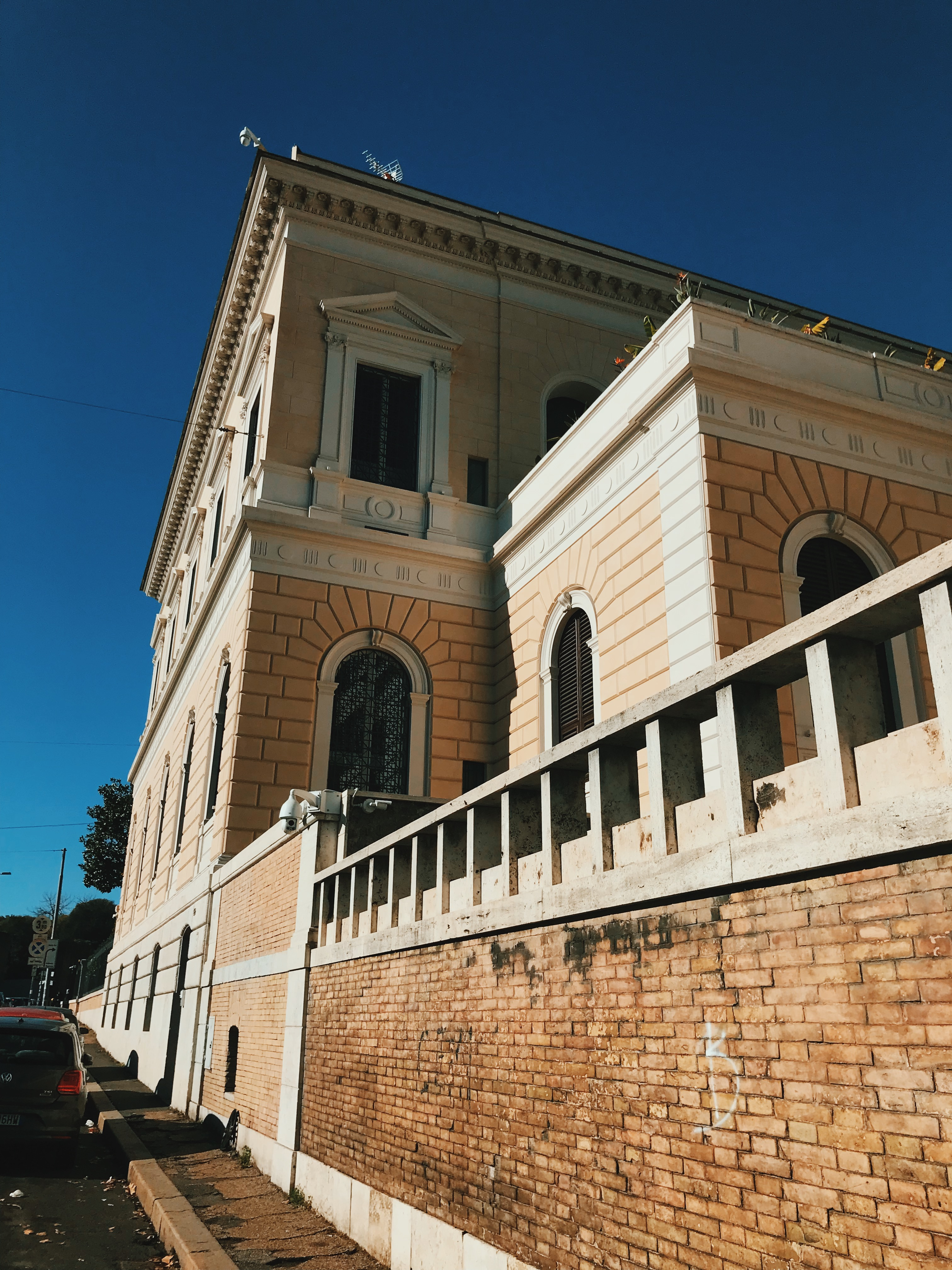
dettaglio dell'esterno della villa

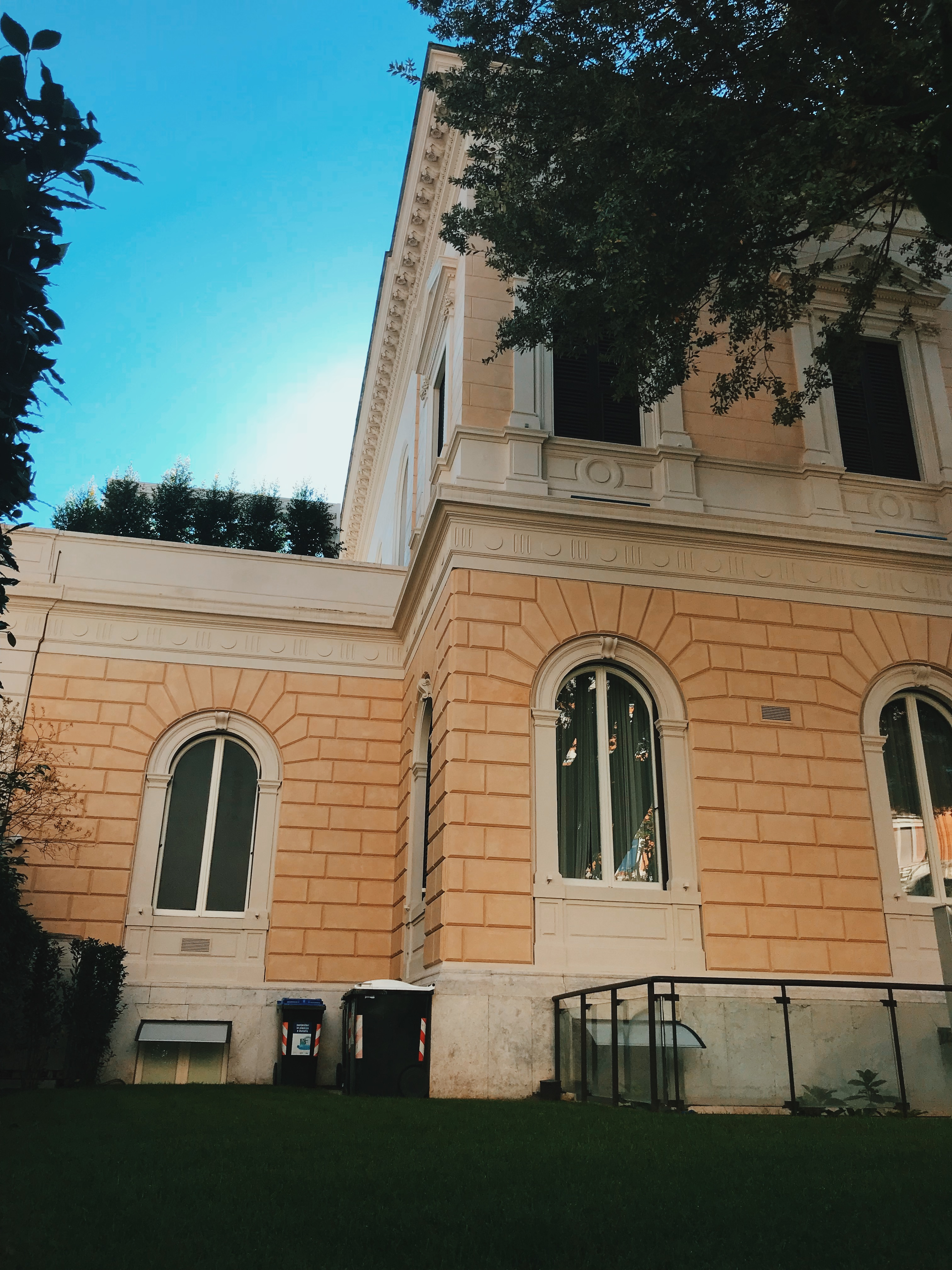

La facciata, di struttura neorinascimentale, è divisa in due ordini e presenta un pronao costituito da quattro colonne doriche in marmo di Taormina, che sorreggono un balcone al piano superiore.
Ai lati del pronao vi sono due nicchie che nel progetto originale avrebbero dovuto ospitare due statue, attualmente assenti.
Al piano superiore, sempre sulla facciata d’ingresso, vi sono tre finestre incorniciate da semicolonne corinzie, che ai lati si trasformano in paraste coronate da trabeazione.
L’edificio si conclude con un cornicione sul quale sono incisi versi latini,“Parto della penna geniale del prof. Occioni, tranne uno che è di Orazio e che io lascio indovinare al lettore”
L’interno rappresenta uno degli apici dell’architettura del Podesti. L’intero spazio è dominato da una scala monumentale tripartita che sale al piano superiore.
La qualità dei rivestimenti e dei materiali utilizzati internamente rendono bene il livello sociale del suo proprietario e dimostrano l’eleganza e la maestria dell’architetto.
Al centro dell’atrio si trova un mosaico bicromo pavimentale di ispirazione ellenistica, mentre sulla sua sommità l’''impluvium'' dell’atrio romano lascia il posto a un ampio lucernaio.
Sulla parete di fondo emergono due bassorilievi simboleggianti la Sicilia e Roma, rispettivamente la terra natale e adottiva del committente.
L’apparato pittorico riveste particolare importanza all’interno della Villa. Il committente, infatti, volle che contribuissero sia i siciliani Giuseppe Sciuti e Salvatore Frangiamore, sia i due romani Giuseppe Ferrari ed Enrico Coleman. I dipinti conservati all’interno sono eseguiti a tempera, tecnica che ne ha permesso un’ottima conservazione negli anni.
Nel 1891, il villino fu affidato ad Enrico Coleman con il compito di affrescare le ventinove lunette delle tre pareti del loggiato del primo piano con un tema caro al committente, la Campagna romana.
L’ambiente era probabilmente dedicato allo studio o alla biblioteca, come ricordano le lunette dedicate ciascuna a un’arte (musica, architettura, pittura, astronomia...).

## Le decorazioni
I concetti e le idealità veicolate dalle immagini sono il filo conduttore di un programma unitario, che scavalca l’unità di stile, per affermare, a grandi linee, tratti della personalità di Francesco Durante; l’abitazione, infatti, offre le prove tangibili delle relazioni amichevoli con Giulio Podesti, Giuseppe Sciuti, Enrico Coleman
Quanto alle immagini e ai loro significati , erano corrispondenti alle preferenze, alle idee politiche, all’etica, al ruolo professionale, alla figura ufficiale e intima di Durante: affermavano la fiducia incondizionata nel progresso scientifico e il culto dell’Arte, la protezione degli affetti familiari. Durante ha voluto che nelle decorazioni fosse affermata clamorosamente la sicilianità, in modo ora dichiarato, ora implicito nella qualità delle immagini; la sicilianità veicolata dalle immagini ha significati diversi, estesi dalla sfera privata a quella pubblica.
La raffigurazione delle Arti, nella stanza subito a destra dell’ingresso, è la più osservante dei principi classici: tutto è chiaro, regolare, simmetrico, misurato. Le immagini dovevano essere il riverbero della sua figura pubblica , l’uomo di cultura, lo scienziato, il personaggio politico. L’unità della decorazione del soffitto la ottiene con l’espediente dell’illusionismo spaziale: un emiciclo all’aperto diviso nelle quattro aree occupate dalle Arti, che così risultano essere parte di una ideale rappresentazione continua e nello stesso tempo isolate.
Uno schema simmetrico, un po' monotono e didascalico, che riceve forza comunicativa dal colore.

## Le destinazioni d'uso
Villa Durante fu una delle abitazioni di rappresentanza che furono costruite a Roma come manifestazione dell’importanza dello Stato: la rappresentanza poteva essere l’espressione di una carica politica oppure di un’istituzione politica. Ecco perché il villino finì accomunato alla stessa sorte di una fetta delle ville romane delle famiglie patrizie, cioè quella di essere trasformata da luogo privato a luogo pubblico. Nei primi anni Venti fu acquistata dal Governo della Confederazione svizzera per essere eletto a sede dell’ambasciata a Roma. Villa Durante, però, mal si adattò all’uso di un’ambasciata, infatti l’edificio ha una struttura tipica della casa privata, adatta per essere vissuta.
A cavallo degli anni tra la seconda guerra e il Dopoguerra, proprio la sua particolarità artistica la fa destinare ad essere sede dell’Accademia d’arte drammatica diretta da Silvio D’Amico. Nelle stanze di Villa Durante, si formano i migliori attori del nostro spettacolo degli anni sessanta; questa volta la struttura dell’ambiente probabilmente favorisce la formazione e l’insegnamento. Le ampie stanze si prestano bene a contenere aule e laboratori dove si può continuamente imitare un palcoscenico; il piano terra, dunque, era dedicato alla regia, mimo, scenografia, danza e le sale erano quelle più utilizzate per le prove.
Ma ben presto la sede di Villa Durante diventerà troppo sacrificata per le nuove esigenze; infatti il 1964 è l’ultimo anno in cui l’Accademia ha sede in Piazza della Croce Rossa.
Dal 1965 al 1982 è la sede romana dell'Impresa Castelli.
Negli anni '80 fu acquistato dall'EPPI (Ente Previdenziale Dei Periti Industriali) e ne divenne sede fino al 2016. Dal 2016 è sede della ambasciata degli Emirati Arabi Uniti.

## Il restauro
Il lavoro di preparazione del progetto si è articolato in tre diverse direzioni. La prima, di tipo storico, ha mirato alla configurazione della villa, ma una volta appurato quali grandi figure della cultura romana della fine del XIX secolo erano coinvolte nella sua realizzazione, è stata finalizzata a ricostruire le loro vicende ed il ruolo da loro svolto nella storia italiana ed internazionale di quegli anni. La seconda, di tipo conoscitivo, ha eseguito un rilievo rigorosissimo anche degli elementi minuti delle decorazioni, per comprendere il quadro di insieme, i rapporti tra le parti, le alterazioni. La terza, di tipo ricognitivo, ha sondato, attraverso indagini stratigrafiche, se fossero rimaste tracce dei trattamenti e dei materiali originari e, una volta accertata la loro esistenza, ha verificato la loro conservazione e la loro entità.
Da una lettura dettagliata dell’intero progetto, possiamo cogliere alcune variazioni più o meno rilevanti rispetto a quanto oggi esistente: la più evidente è la scomparsa dell’edificio “scuderia e rimessa” che concludeva il giardino sul lato nord-est della villa. Ma dal confronto tra le piante e lo stato di fatto, sono emerse ulteriori variazioni nel distributivo della villa, tra cui spicca la scomparsa del salone posto sul fronte prospiciente il giardino. Con il passare del tempo, si è passati dall’analisi documentale a quella attraverso saggi e campionature per verificare la qualità e la consistenza dei materiali originari, il loro stato di conservazione e la possibilità di un loro recupero. Queste indagini conseguirono risultati entusiasmanti, confermando cosi la nobiltà della dimora del senatore Durante.